# Gomillion v. Lightfoot
Gomillion v. Lightfoot, 364 U.S. 339 (1960), fue una decisión de la Corte Suprema de los Estados Unidos en la que la Corte dictaminó que la redefinición de los límites de los distritos electorales de la ciudad para impedir que los negros votaran era inconstitucional. La Corte unánime sostuvo que violó la Decimoquinta Enmienda a la Constitución de los Estados Unidos. Este caso fue uno de varios que llevaron a la aprobación de la Ley del Derecho al Voto de 1965.

## Antecedentes
En 1957, la legislatura estatal de Alabama aprobó la Ley número 140 que cambió las fronteras del distrito electoral de la ciudad de Tuskegee. Cambió el límite cuadrado de Tuskegee a una figura irregular de 28 lados que eliminó a todos menos a unos pocos de los 400 votantes negros de la ciudad, pero no eliminó a ningún votante blanco. Tuvo el efecto de impedir que los ciudadanos afroamericanos votaran. Los peticionarios Charles A. Gomillion y otros ex-residentes negros de Tuskegee presentaron la demanda contra el alcalde de Tuskegee, Philip M. Lightfoot. Querían que la ley fuera declarada inconstitucional bajo la Decimoquinta Enmienda. También querían una orden que impidiera a la ciudad hacer cumplir la ley.

## Sentencia del Quinto Tribunal de Distrito
El Tribunal de Distrito desestimó el caso sobre la base de que no tenía la autoridad para invalidar una ley aprobada por la legislatura estatal. El tribunal dictaminó:

"In the absence of any racial or class discrimination on the face of the statute, the courts will not hold an act, which decreases the area of a municipality by changing its boundaries, to be invalid under the Fourteenth and Fifteenth Amendments to the United States Constitution – even though the enactment of the statute was for the purpose of removing Negroes from the city and depriving them of the privileges and benefits of municipal citizenship, including the right to vote in city elections."

## Sentencia del Tribunal Supremo
El 14 de noviembre de 1960, la Corte Suprema desestimó el fallo de los tribunales inferiores y dictaminó que la ley de redistribución de distritos de Alabama era inconstitucional. El juez Felix Frankfurter escribió la opinión mayoritaria. Admitió que cuando los Estados ejercen el poder "enteramente dentro del dominio de los intereses del Estado", generalmente están protegidos de la revisión judicial. Pero los representantes de Alabama no pudieron identificar "ninguna función municipal compensatoria" a la que pudiera servir esta ley. Estaba claro que el distrito de forma irregular sólo tenía un propósito, a saber, impedir que los negros participaran en el sistema político de Tuskegee.

## Importancia
Este caso marcó un cambio en la participación de la Corte Suprema en la redistribución política de distritos. Hasta ese momento, la Corte se había mostrado reacia a interferir con los Estados a la hora de establecer las fronteras políticas de sus ciudades. Sin embargo, este caso sirvió para demostrar que los Estados no pueden privar a los ciudadanos de sus derechos de voto que están protegidos por la Decimoquinta Enmienda. Aunque la práctica del gerrymandering siguió siendo un problema después de este caso, el Tribunal determinó que era inconstitucional cuando discriminaba claramente a un grupo racial en particular.